# Medford (Minnesota)
Medford é uma cidade localizada no estado americano de Minnesota, no Condado de Steele.

## Demografia
Segundo o censo americano de 2000, a sua população era de 984 habitantes.
Em 2006, foi estimada uma população de 1184, um aumento de 200 (20.3%).

## Geografia
De acordo com o United States Census Bureau tem uma área de
1,8 km², dos quais 1,8 km² cobertos por terra e 0,0 km² cobertos por água.

## Localidades na vizinhança
O diagrama seguinte representa as localidades num raio de 24 km ao redor de Medford.